# فلمینگ لنفر
فلمینگ لنفر (انگلیسی: Flemming Lentfer; ۱ مارس ۱۹۶۴ – ) فرمانده نظامی اهل دانمارک است، که هم‌اکنون به‌عنوان رئیس دفاع دانمارک فعالیت می‌کند.